# Additieve getaltheorie
Additieve getaltheorie is het deelgebied van de getaltheorie dat betrekking heeft op de studie van deelverzamelingen van gehele getallen en hun gedrag onder optelling. Meer abstract omvat het gebied van de additieve getaltheorie de studie van abelse groepen en commutatieve semigroepen met een optellingsbewerking. De additieve getaltheorie heeft nauwe banden met de combinatorische getaltheorie en de meetkunde van getallen. Twee belangrijkste studieobjecten zijn de somverzameling van twee deelverzamelingen A en B van elementen uit een abelse groep G,
{\displaystyle A+B=\{a+b:a\in A,b\in B\},}
en de h-voudige som van A,
{\displaystyle hA={\underset {h}{\underbrace {A+\cdots +A} }}\,.}

## Omschrijving van het vakgebied
Het vakgebied is voornamelijk gewijd aan het bestuderen van directe problemen over (doorgaans) de gehele getallen. Dat wil zeggen dat men de structuur van hA bepaalt op basis van de structuur van A. Men bestudeert bijvoorbeeld welke elementen kunnen worden weergegeven als een som van hA, waarbij A een vaste deelverzameling is. Twee klassieke problemen van dit type zijn het vermoeden van Goldbach (het vermoeden dat 2P alle even getallen groter dan twee bevat, waarbij P de verzameling priemgetallen is) en het probleem van Waring (dat vraagt hoe groot h moet zijn om te garanderen dat hA k alle positieve gehele getallen bevat, waarbij
{\displaystyle A_{k}=\{0^{k},1^{k},2^{k},3^{k},\ldots \}}
de verzameling k-de machten is). Veel van deze problemen worden bestudeerd met behulp van de Hardy-Littlewood-cirkelmethode en van zeefmethoden. Vinogradov bewees bijvoorbeeld dat elk voldoende groot oneven getal de som is van drie priemgetallen, en dus is elk voldoende groot even geheel getal de som van vier priemgetallen. Hilbert bewees dat, voor elk geheel getal k > 1, elk niet-negatief geheel getal de som is van een begrensd aantal k-de machten. 